# Henrique Brito Filho
Henrique Brito Filho (São Gonçalo dos Campos, BA, 23 de outubro de 1933 – Itapetinga, BA, 1º de outubro de 1982) foi um administrador, contador, pecuarista e político brasileiro, outrora deputado federal pela Bahia.

## Biografia
Filho de Henrique Antônio de Brito e Raquel Lacerda Brito. Formado em Administração e Contabilidade pela Associação Educacional de São Paulo em 1955. Pecuarista, foi suplente de vereador no município paranaense de Astorga em 1956 antes de migrar para a Bahia onde foi vereador e prefeito em Itororó, respectivamente em 1958 e 1962, chegando anos mais tarde à presidência da Associação Brasileira de Municípios, além de ter sido proprietário de uma rede de hotéis em Salvador.
Membro da ARENA após a outorga do bipartidarismo pelo Regime Militar de 1964, elegeu-se deputado estadual pela Bahia em 1966 e 1970 e deputado federal em 1974 e 1978. Com a restauração do pluripartidarismo ingressou no PDS em 1980 e por esta legenda disputava a reeleição em 1982, mas faleceu durante a campanha eleitoral num acidente aéreo em Itapetinga em 1º de outubro de 1982. Neste dia faleceram também o candidato a governador Clériston Andrade, o candidato a vice-governador Rogério Rego e mais onze pessoas.
Pai de Sérgio Brito, que elegeu-se deputado federal pela Bahia em 1986, 1990, 2006, 2010, 2014 e 2018.